# Fronleichnam (Creglingen)
Die römisch-katholische Pfarrkirche Fronleichnam befindet sich in Creglingen im Main-Tauber-Kreis in Baden-Württemberg. Sie ist dem eucharistischen Leib des Herrn geweiht.

## Geschichte
Seit Einführung der Reformation war Creglingen vorwiegend evangelisch geprägt. Eine römisch-katholische Gemeinde bildete sich erst wieder nach dem Zweiten Weltkrieg, als katholische Heimatvertriebene nach Creglingen kamen. So wurde die Fronleichnamskirche im Jahre 1953 erbaut. Die Grundsteinlegung fand am 28. Juni 1953 und die Weihe bereits am 29. Juni 1954 statt. 1966 wurde eine katholische Pfarrei eingerichtet. Zur Fronleichnamskirche gehören sämtliche Katholiken der heutigen Stadt Creglingen.
Die Namensgebung mit Fronleichnam erfolgte in Anlehnung auf die evangelische Herrgottskirche im Herrgottstal bei Creglingen.
Die Creglinger Fronleichnamskirche wird heute vom Pfarramt in Weikersheim mitverwaltet und gehört mit diesem zur Seelsorgeeinheit 3, die dem Dekanat Mergentheim der Diözese Rottenburg-Stuttgart zugeordnet ist.